# Vielbrunn
Vielbrunn ist ein Stadtteil von Michelstadt im südhessischen Odenwaldkreis. Er war ein anerkannter Odenwälder Luftkurort.

## Geographie

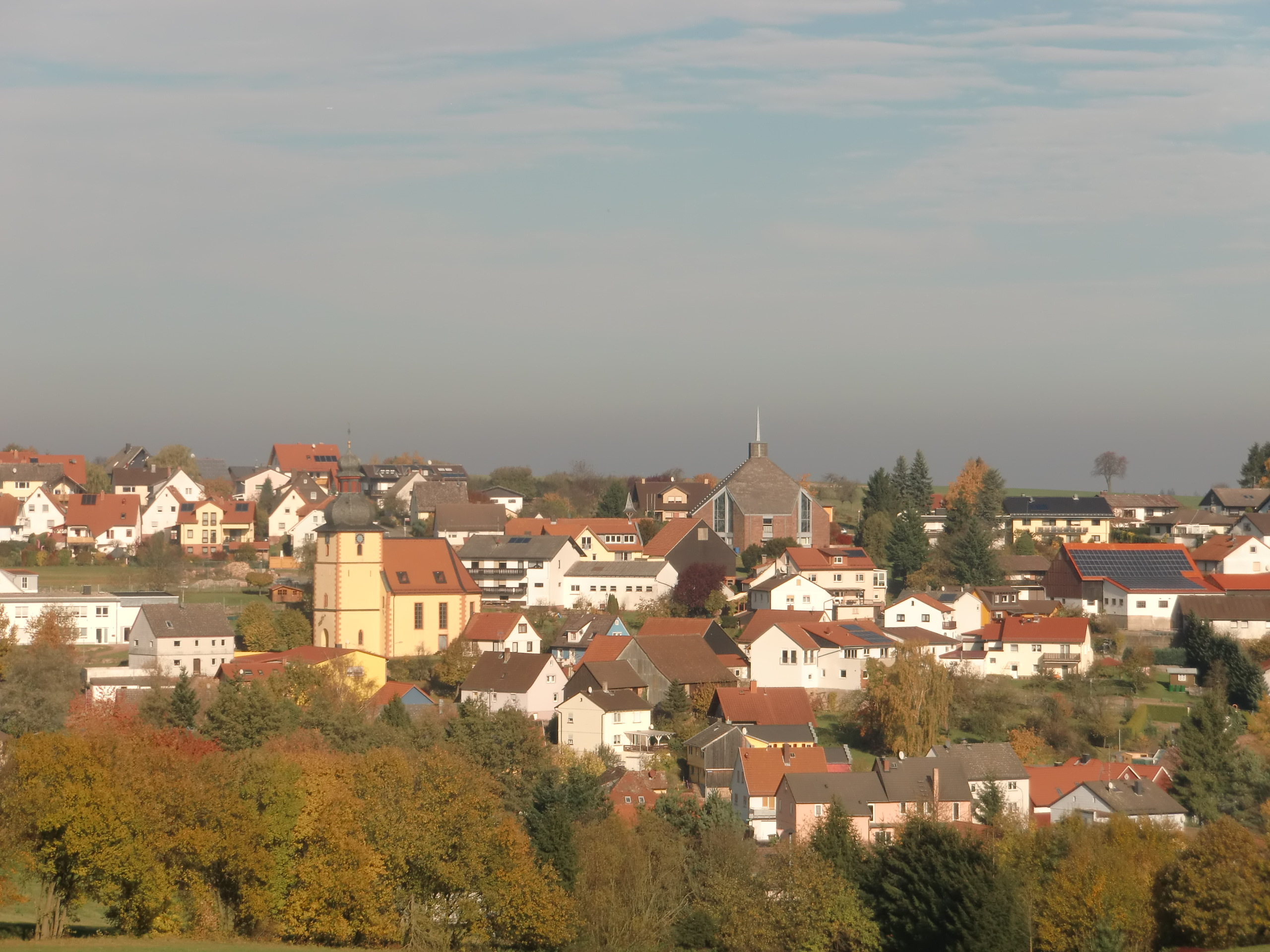
Teilansicht von Vielbrunn, 2010

### Geographische Lage
Vielbrunn liegt im Buntsandstein-Odenwald, ca. 10 km nordöstlich von Erbach und 7,7 km nordöstlich der Kernstadt. Das Gebiet des Stadtteils besteht aus der Gemarkung Vielbrunn mit einer Fläche von 2422 Hektar, davon sind 524 Hektar landwirtschaftliche Nutzfläche, 1843 Hektar Wald (77 %), 34 Hektar Hof- und Gebäudefläche, der Rest sind Wege- und Wasserflächen. Von der Waldfläche entfallen auf Kleinprivatwald 53 Hektar, Großprivatwald 1664 Hektar und Gemeindewald 125 Hektar. Damit hat Vielbrunn die größte Gemarkung des Odenwaldkreises. Die Ortslage befindet sich auf 380 bis 450 m ü. NHN. Die Gemarkung erstreckt sich von dem Höhenzug, der als Wasserscheide das Mümlingtal im Westen vom Mudtal im Osten trennt, bis zur hessisch-bayerischen Landesgrenze. Die höchste Erhebung liegt mit 484 Metern an der südlichen Gemarkungsgrenze im Felgenwald. Der tiefste Punkt liegt im Nordosten an der bayerischen Grenze in der Nähe des Weilers Brunnthal auf 176 Meter Höhe. Der Hauptteil der Gemarkung einschließlich der Ortslage entwässert nach Osten über den Ohrenbach in Richtung Mud und Main. Lediglich der kleine Teil westlich der Wasserscheide entwässert Richtung Mümling.
In der Gemarkung liegen die folgenden aktuellen bzw. historischen Siedlungsplätze:
- Gehöftgruppe Bremhof[4]
- Gehöftgruppe Brunnthal[5]
- Geyers-Mühle[6]
- Forsthaus Hainhaus[7]

Vielbrunn ist über die Landesstraße 3318 erreichbar, die von Bad König kommend weiter zum Main in das bayrische Weilbach verläuft. Außerdem führt die L 3349 zwischen Breitenbrunn bzw. Haingrund (beide Gemeinde Lützelbach) und Eulbach nach Vielbrunn. Des Weiteren besteht mit der K94 ein Zubringer zur B469 Richtung Aschaffenburg.

### Nachbardörfer, -gemeinden und -kreise
Die Gemarkung grenzt im Norden an den Ortsteil Haingrund der Gemeinde Lützelbach, im Osten an die Stadt Klingenberg, die Marktgemeinden Laudenbach, Kleinheubach, die Gemarkung von Mainbullau in der Stadt Miltenberg, die Marktgemeinde Weilbach und an einen kurzen Gemarkungsabschnitt der Stadt Amorbach (die sechs letztgenannten Orte zum Landkreis Miltenberg in Bayern gehörend), im Süden an die Gemarkungen von Würzberg und Weiten-Gesäß innerhalb der Stadt Michelstadt sowie im Westen an die Stadt Bad König mit dem Nachbardorf Kimbach.

### Dorfgliederung

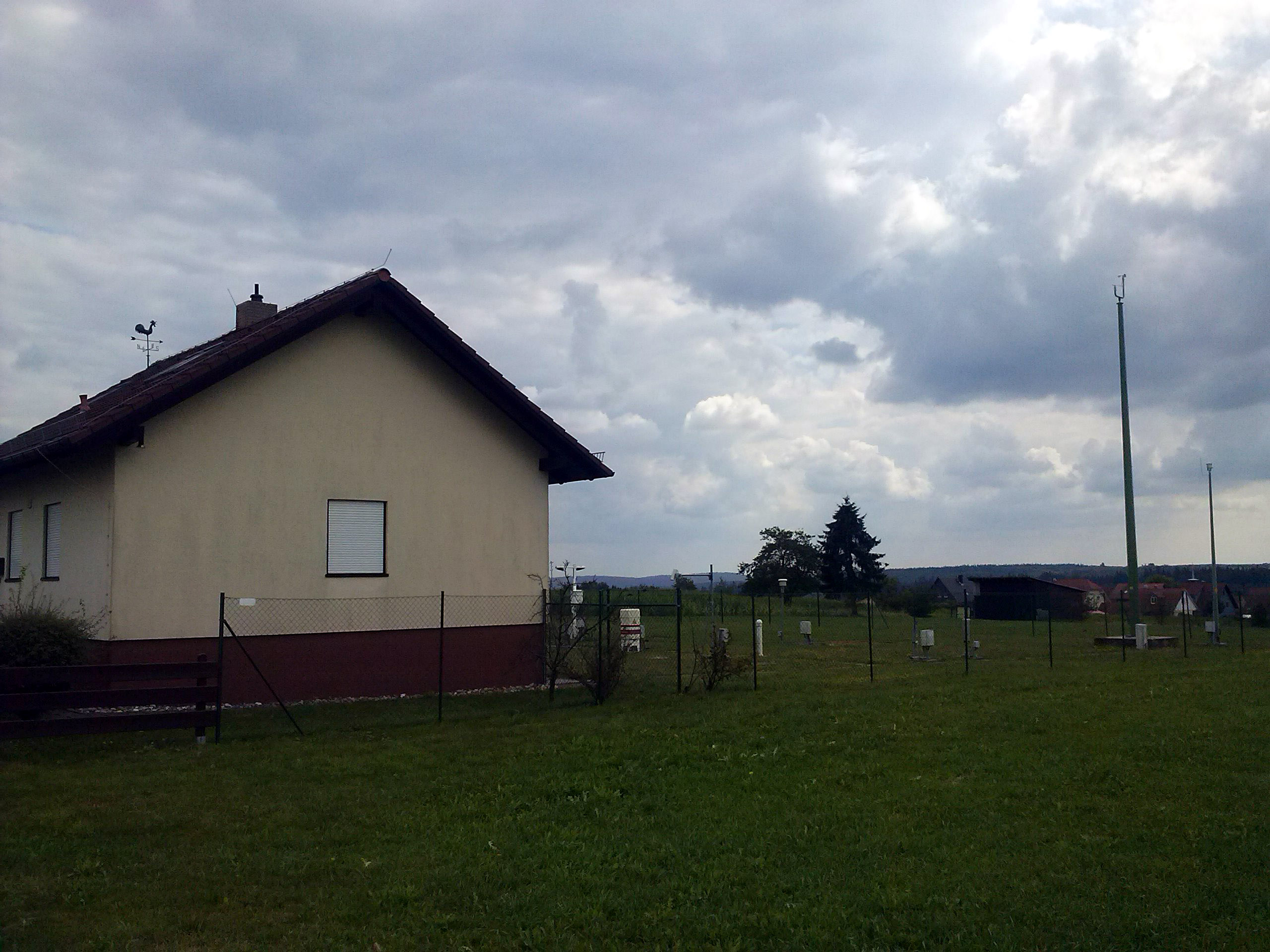
Die Wetterwarte Vielbrunn

Zu Vielbrunn gehören folgende Weiler:
- Bremhof
- Brunnthal
- Geiersmühle (auch Geyersmühle)
- Hainhaus
- Ohrnbach (hessischer Teil)[8]

### Klima
In Vielbrunn befindet sich die Wetterwarte Michelstadt-Vielbrunn des Deutschen Wetterdienstes. Sie wurde als Nachfolge der aufgelösten Wetterstation Darmstadt eingerichtet. Seit 1. Dezember 2011 ist es eine automatische Wetterstation. Sie befindet sich auf einer Höhe von 453,1 Metern. Im Hessischen Rundfunk gehört Vielbrunn zu der Handvoll Wetterstationen, deren Daten im Wetterbericht genannt werden.
|                       | Jan | Feb | Mär | Apr | Mai | Jun | Jul | Aug | Sep | Okt | Nov | Dez |   |      |
| Mittl. Tagesmax. (°C) | 1   | 3   | 7   | 12  | 16  | 20  | 21  | 21  | 18  | 13  | 6   | 3   | ⌀ | 11,8 |
| Mittl. Tagesmin. (°C) | −3  | −2  | 0   | 3   | 7   | 11  | 12  | 12  | 9   | 6   | 1   | −2  | ⌀ | 4,5  |
|                       |     |     |     |     |     |     |     |     |     |     |     |     |   |      |
| Niederschlag (mm)     | 94  | 83  | 78  | 71  | 78  | 97  | 93  | 98  | 79  | 76  | 98  | 109 | Σ | 1054 |
|                       |     |     |     |     |     |     |     |     |     |     |     |     |   |      |
| Regentage (d)         | 19  | 15  | 12  | 14  | 13  | 13  | 15  | 14  | 14  | 14  | 17  | 17  | Σ | 177  |
|                       |     |     |     |     |     |     |     |     |     |     |     |     |   |      |
| Luftfeuchtigkeit (%)  | 88  | 84  | 80  | 75  | 73  | 75  | 74  | 75  | 80  | 83  | 87  | 88  | ⌀ | 80,1 |

| −3 |

| −2 |

| 0 |

| 3 |

| 7 |

| 11 |

| 12 |

| 12 |

| 9 |

| 6 |

| 1 |

| −2 |

| −3 |

| −2 |

| 0 |

| 3 |

| 7 |

| 11 |

| 12 |

| 12 |

| 9 |

| 6 |

| 1 |

| −2 |

## Geschichte

### Ortsgeschichte
Die römische Vergangenheit des Gebietes von Vielbrunn bezeugen das Kastell Eulbach, das Kastell Hainhaus und archäologische Reste von römischen Militärlagern der älteren Odenwaldlinie des Neckar-Odenwald-Limes.

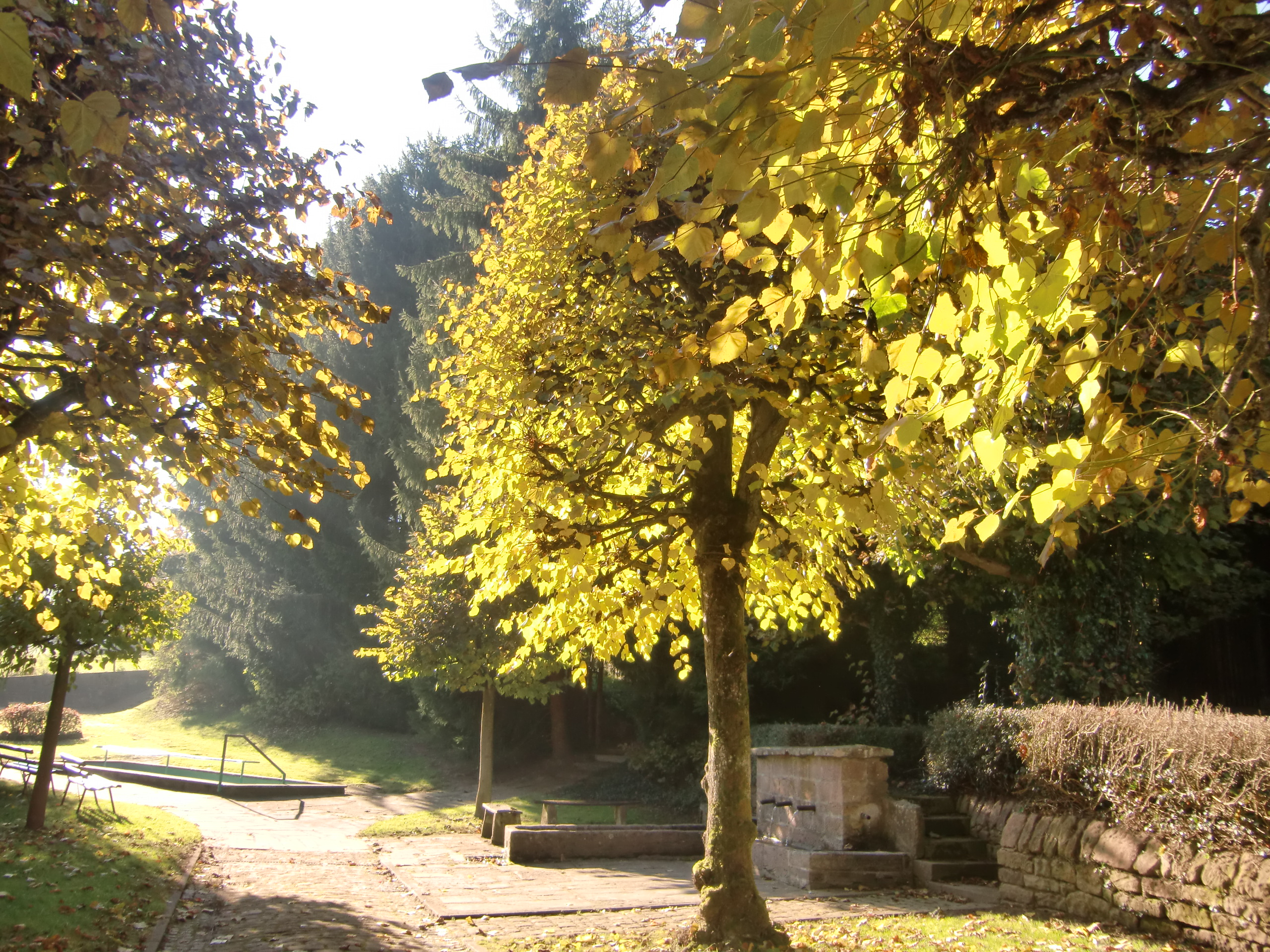
Der historische Dorfbrunnen, 2010

Die älteste erhaltene Erwähnung von Vielbrunn stammt von 1012 unter dem Namen Villebrunnen. Die Schreibung Fulbronn, Fulbron und Fülbrünn kommt in Urkunden von 1432 und 1468 vor. In Schriften des 18. Jahrhunderts heißt der Ort Villbronn. Vielbrunn liegt auf dem sich von Eulbach nach Obernburg hinziehenden Bergrücken, der in der Beschreibung des Odenwälder Bannforstes von 1012 den Namen Nobbenhuson führt. Dieser Name hat sich bis heute erhalten, denn ein Felddistrikt in der Gemarkung Vielbrunn führt jetzt noch den Namen Zobbenhausen. Auf dem Höhenrücken entlang in nördlicher Richtung befindet sich das Hainhaus (bis 1432 führte es den Namen Bentzenburg). Zu Vielbrunn gehört weiterhin der sehr alte Weiler Bremhof, dessen Name sich von dem Bach Branbach ableitet, welcher ein alter Grenzverlauf des Odenwälder Bannforstes darstellt. Der kleine Weiler Brunnthal, im 15. Jahrhundert Brontall und Borntal genannt, zählt ebenfalls zu Vielbrunn. Er befindet sich in dem Tal gleichen Namens, das von der Vielbrunner Höhe direkt zum Main hinunter zieht und bei Laudenbach endet. Unterhalb Bremhof, früher auch Baschtelshof genannt, beginnt das Geyerstal. 1432 hieß es Geyersnest, gleich zu Anfang desselben entspringt der Hangenmüllersbrunnen. Direkt an der Quelle war die Hangenmühle, früher Hangende Mühle genannt, gebaut. Diese wurde Anfang des 20. Jahrhunderts von der Gemeinde Vielbrunn gekauft, die Gebäude wurden abgebrochen und das Wasserwerk, sowie die Vielbrunner Wasserleitung gebaut. Der Hangenmüllersbrunnen ist der Ursprung des Geyersbaches, der in seinem Lauf durch das Geyerstal mehrere dort entspringende Brunnen aufnimmt. Er fließt an der Geyersmühle vorbei und vereinigt sich mit dem Vielbrunner Bach zum Ohrenbach, im Jahr 1012 Maranbach und 1432 Ornbach genannt. Nur der kleinste Teil des gleichnamigen früheren Dorfes zählte zur Gemeinde Vielbrunn, das größte Gebiet gehörte zu Bayern. Von diesem Teil des Dorfes (hessisch) steht heute nur noch eine Scheune aus Sandstein unmittelbar an der Landesstraße. Auf der Höhe zwischen Vielbrunn und dem Sansenhof, am oberen Ende des von Westen her kommend bei Ohrnbach dem Ohrenbachtal zumündenden Walberntales, liegt die Quelle des Walbernbachs. Sie wird im Jahr 1012 Wallenbronno und 1432 Walborn genannt. Im Jahr 1012 ist sie als Grenzpunkt des Odenwälder Bannforst erwähnt, und noch heute ist der in den Ohrenbach mündende Walbernbach Grenzgewässer zwischen Hessen und Bayern.
Vielbrunn gehörte zur Herrschaft Breuberg und kam mit dieser 1806 an das Großherzogtum Hessen. Nach Auflösung der alten Amtsstruktur und Trennung der Rechtsprechung von der Verwaltung 1822 fiel der Ort in den Zuständigkeitsbereich des Landgerichts Höchst, ab 1853 in den des Landgerichts Michelstadt und nach der Reichsjustizreform von 1877 ab 1879 in den des Amtsgerichts Michelstadt.
Hessische Gebietsreform (1970–1977)
Zum 1. August 1972 wurde die bis dahin selbständige Gemeinde Vielbrunn im Zuge der Gebietsreform in Hessen kraft Landesgesetz in der Stadt Michelstadt eingemeindet. Wie für alle nach Michelstadt eingegliederten Gemeinden wurde auch für Vielbrunn ein Ortsbezirk eingerichtet.

### Verwaltungsgeschichte im Überblick
Die folgende Liste zeigt die Staaten und Verwaltungseinheiten, denen Vielbrunn angehört(e):
- vor 1806: Heiliges Römisches Reich, je zur Hälfte Grafschaft Erbach (Erbach-Schönberger Linie), Herrschaft Breuberg und Fürstentum zu Löwenstein-Wertheim-Rochefort, Zent Lützelbach
- ab 1806: Großherzogtum Hessen (Souveränitätslande),[Anm. 2] Fürstentum Starkenburg, Amt Breuberg (zur Standesherrschaft Löwenstein-Wertheim gehörig)
- ab 1815: Großherzogtum Hessen[Anm. 3] (Souveränitätslande), Provinz Starkenburg, Amt Breuberg (zur Standesherrschaft Löwenstein-Wertheim gehörig)
- ab 1822: Großherzogtum Hessen, Provinz Starkenburg, Landratsbezirk Breuberg[Anm. 4]
- ab 1848: Großherzogtum Hessen, Regierungsbezirk Erbach
- ab 1852: Großherzogtum Hessen, Provinz Starkenburg, Kreis Neustadt
- ab 1871: Deutsches Reich,[Anm. 5] Großherzogtum Hessen, Provinz Starkenburg, Kreis Neustadt
- ab 1874: Großherzogtum Hessen, Provinz Starkenburg, Kreis Erbach
- ab 1918: Deutsches Reich, Volksstaat Hessen,[Anm. 6] Provinz Starkenburg, Kreis Erbach
- ab 1938: Deutsches Reich, Volksstaat Hessen, Landkreis Erbach[14][Anm. 7]
- ab 1945: Amerikanische Besatzungszone,[Anm. 8] Groß-Hessen, Regierungsbezirk Darmstadt, Kreis Erbach
- ab 1946: Amerikanische Besatzungszone, Hessen, Regierungsbezirk Darmstadt, Landkreis Erbach
- ab 1949: Bundesrepublik Deutschland, Hessen, Regierungsbezirk Darmstadt, Landkreis Erbach
- ab 1972: Bundesrepublik Deutschland, Hessen, Regierungsbezirk Darmstadt, Odenwaldkreis, Stadt Michelstadt[Anm. 9]

### Bevölkerung
Einwohnerstruktur 2011
Nach den Erhebungen des Zensus 2011 lebten am Stichtag dem 9. Mai 2011 in Vielbrunn 1306 Einwohner. Darunter waren 54 (4,1 %) Ausländer. Nach dem Lebensalter waren 240 Einwohner unter 18 Jahren, 573 zwischen 18 und 49, 255 zwischen 50 und 64 und 264 Einwohner waren älter. Die Einwohner lebten in 564 Haushalten. Davon waren 153 Singlehaushalte, 174 Paare ohne Kinder und 180 Paare mit Kindern, sowie 42 Alleinerziehende und 15 Wohngemeinschaften. In 126 Haushalten lebten ausschließlich Senioren und in 363 Haushaltungen lebten keine Senioren.
Einwohnerentwicklung
| Quelle: Historisches Ortslexikon |                                                                     |
| • 1730:                          | 37 wehrfähige Männer und 3 Beisassen                                |
| • 1961:                          | 766 evangelische (= 77,39 %), 211 katholische (= 21,40 %) Einwohner |

| Vielbrunn: Einwohnerzahlen von 1829 bis 2024 | Vielbrunn: Einwohnerzahlen von 1829 bis 2024 | Vielbrunn: Einwohnerzahlen von 1829 bis 2024 | Vielbrunn: Einwohnerzahlen von 1829 bis 2024 | Vielbrunn: Einwohnerzahlen von 1829 bis 2024 |
| --- | -------------------------------------------- | -------------------------------------------- | -------------------------------------------- | -------------------------------------------- |
| Jahr |                                              |                                              |                                              | Einwohner                                    |
| 1829 | 1829                                         |                                              | 767                                          | 767                                          |
| 1834 | 1834                                         |                                              | 1.062                                        | 1.062                                        |
| 1840 | 1840                                         |                                              | 1.074                                        | 1.074                                        |
| 1846 | 1846                                         |                                              | 1.124                                        | 1.124                                        |
| 1852 | 1852                                         |                                              | 1.105                                        | 1.105                                        |
| 1858 | 1858                                         |                                              | 1.007                                        | 1.007                                        |
| 1864 | 1864                                         |                                              | 1.055                                        | 1.055                                        |
| 1871 | 1871                                         |                                              | 1.053                                        | 1.053                                        |
| 1875 | 1875                                         |                                              | 1.088                                        | 1.088                                        |
| 1885 | 1885                                         |                                              | 1.115                                        | 1.115                                        |
| 1895 | 1895                                         |                                              | 1.115                                        | 1.115                                        |
| 1905 | 1905                                         |                                              | 1.178                                        | 1.178                                        |
| 1910 | 1910                                         |                                              | 1.174                                        | 1.174                                        |
| 1925 | 1925                                         |                                              | 1.087                                        | 1.087                                        |
| 1939 | 1939                                         |                                              | 969                                          | 969                                          |
| 1946 | 1946                                         |                                              | 1.227                                        | 1.227                                        |
| 1950 | 1950                                         |                                              | 1.164                                        | 1.164                                        |
| 1956 | 1956                                         |                                              | 1.025                                        | 1.025                                        |
| 1961 | 1961                                         |                                              | 986                                          | 986                                          |
| 1967 | 1967                                         |                                              | 1.110                                        | 1.110                                        |
| 1970 | 1970                                         |                                              | 1.143                                        | 1.143                                        |
| 1980 | 1980                                         |                                              | ?                                            | ?                                            |
| 1990 | 1990                                         |                                              | ?                                            | ?                                            |
| 2000 | 2000                                         |                                              | ?                                            | ?                                            |
| 2011 | 2011                                         |                                              | 1.329                                        | 1.329                                        |
| 2016 | 2016                                         |                                              | 1.308                                        | 1.308                                        |
| 2019 | 2019                                         |                                              | 1.315                                        | 1.315                                        |
| 2024 | 2024                                         |                                              | 1.333                                        | 1.333                                        |
| Datenquelle: Historisches Gemeindeverzeichnis für Hessen: Die Bevölkerung der Gemeinden 1834 bis 1967. Wiesbaden: Hessisches Statistisches Landesamt, 1968. Weitere Quellen: LAGIS; Stadt Michelstadt; Zensus 2011 |                                              |                                              |                                              |                                              |

## Religion
Die Bevölkerung ist zum größten Teil evangelischen und zum geringeren katholischen Glaubens. Andere Religionen und religiöse Gruppen treten nur in kleinen Minderheiten auf.
- Zur Evangelischen Kirchengemeinde gehören neben den Pfarrort Vielbrunn auch das Nachbardorf Kimbach. Die Gemeinde verfügt mit dem Dietrich-Bonhoeffer-Haus über ein Gemeindezentrum, betreibt einen Evangelischen Kindergarten und besitzt ein eigenes Pfarrhaus aus dem Jahr 1570. In der Evangelischen Kirche aus den Jahren 1495 (Turm) und 1730–34 (Schiff), finden allsonntäglich Gottesdienste statt. Ein weiterer Gottesdienstort ist die Kapelle 'Auf dem Gottesacker' in Kimbach. Es besteht seit 2001 eine aktive Partnerschaft mit der Evangelischen Kirchengemeinde Skaudvilė in der Rajongemeinde Tauragė in Litauen.[17]

- Die Katholische Pfarrei „Heilig Geist“ – Vielbrunn (Pfarrkuratie Vielbrunn – Hainhaus)[18] besteht seit dem 1. Juli 1938. Ihre Vorgängerin war die 1905 gegründete Pfarrkuratie König – Vielbrunn. Sie ist eine Gemeinde in der Diaspora, besteht also inmitten eines weitgehend evangelischen Umlandes. Die katholische Pfarrkirche „Heilig Geist“ entstand im Jahr 1974. Schon länger mit der Pfarrei „St. Sebastian“ – Michelstadt pfarramtlich verbunden, ist die Pfarrei „Heilig Geist“ heute Teil der Pfarrgruppe „Am Odenwälder Einhardsweg“.[19]

## Politik

### Ortsbeirat
Für Vielbrunn besteht ein Ortsbezirk (Gebiete der ehemaligen Gemeinde Vielbrunn) mit Ortsbeirat und Ortsvorsteher, nach Maßgabe der §§ 81 und 82 HGO und des Kommunalwahlgesetzes in der jeweils gültigen Fassung gebildet. Der Ortsbeirat besteht aus sieben Mitgliedern. Bei den Kommunalwahlen in Hessen 2021 betrug die Wahlbeteiligung zum Ortsbeirat Erlenbach 54,72 %. Alle Kandidaten gehörten der Liste Wir für Vielbrunn an. Der Ortsbeirat wählte Anna Allmann zur Ortsvorsteherin.

## Wappen
Am 7. April 1970 wurde der Gemeinde Vielbrunn im damaligen Landkreis Erbach ein Wappen mit folgender Blasonierung verliehen: In Rot über einem umgekehrten silbernen Sparren ein silberner Turm mit zweisäuliger Galerie.

## Kultur und Sehenswürdigkeiten

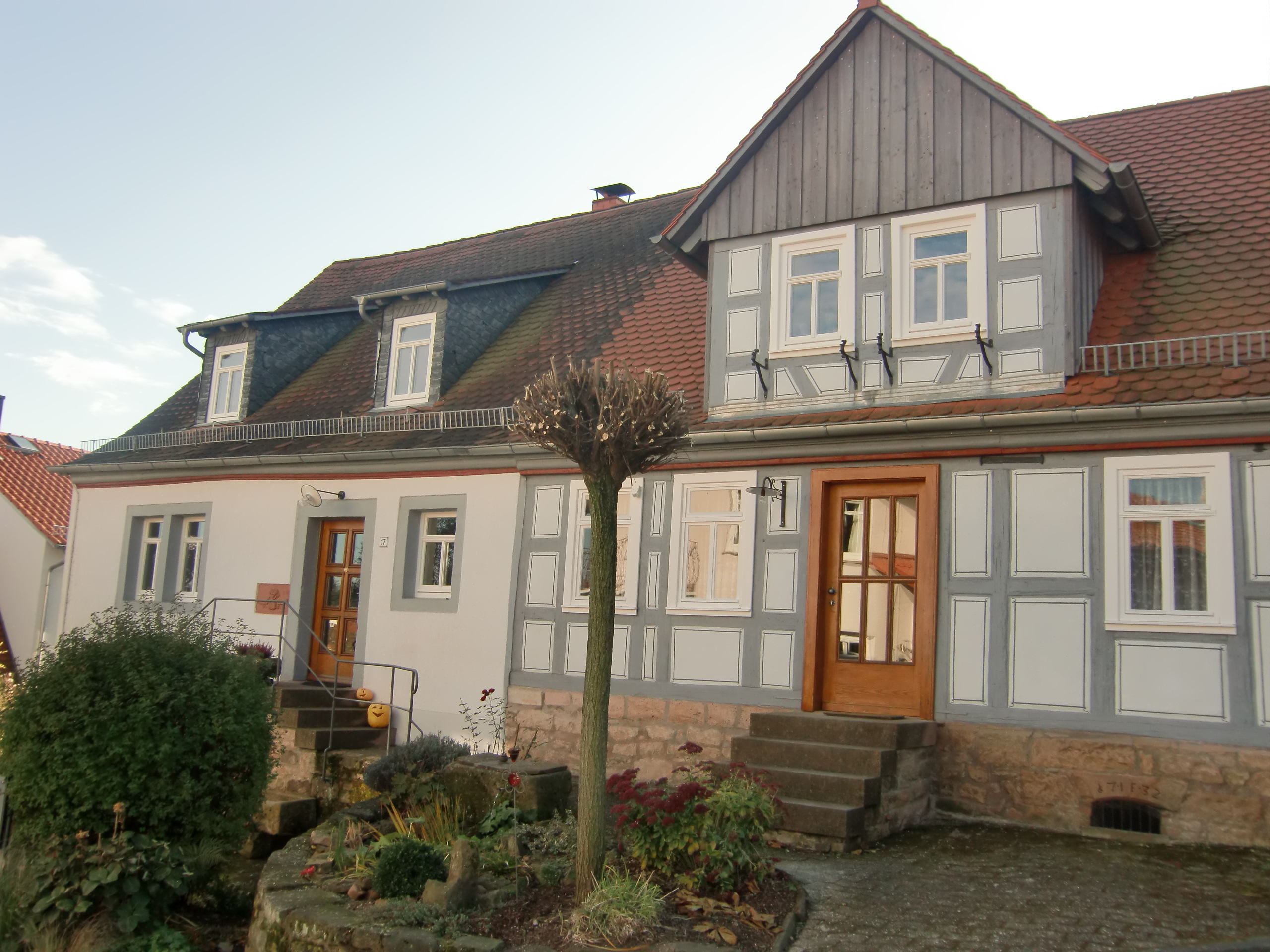
Alte Vielbrunner Oberförsterei, 2010

### Mundart
Im hessischen Odenwald wird mit den Odenwälderischen ein mit dem Pfälzischen verwandter Dialekt gesprochen. Dieser kann von Ort zu Ort jedoch so unterschiedlich sein, dass selbst die Einheimischen Probleme haben, sich gegenseitig zu verstehen. Für die Vielbrunner Mundart lautet ein typischer Satz: „'S hodd Daach unn Naachd, Schnej g'maachd“. Um den Unterschied einzelner Dorfdialekte zu veranschaulichen, dient folgender Satz: „De Haas hibbt blous bis uff die Vielbrinner Hej. Waarim? Doann hibbt de Hås!“ Im Nachbardorf Kimbach wird das „a“ in einem Wort nicht langgezogen ausgesprochen wie in Vielbrunn, sondern eher wie „oa“, ähnlich dem skandinavischen „å“.

### Bauwerke

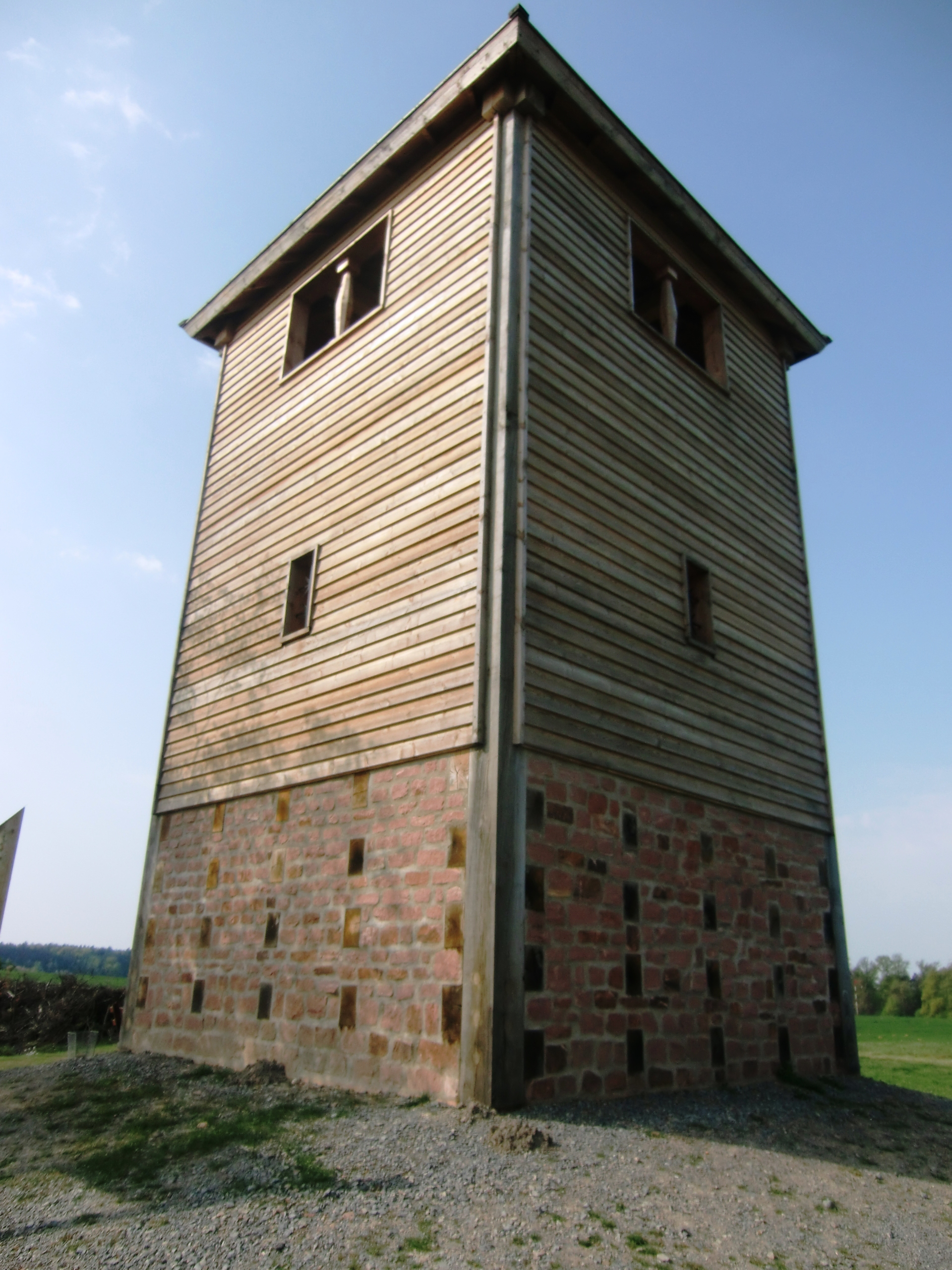
Rekonstruierter Limes-Wachturm, 2010

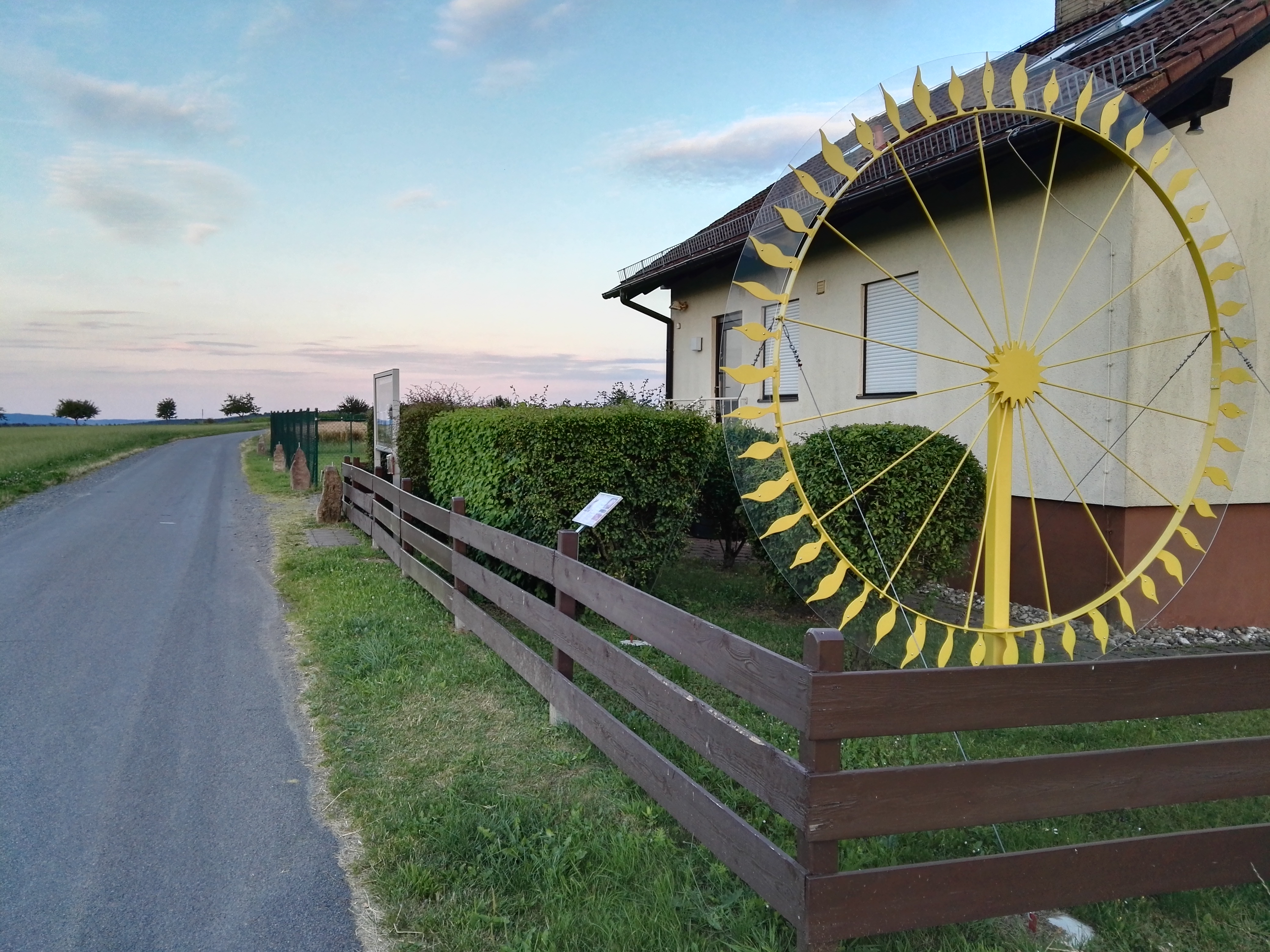
Der Planetenweg: Das Rad symbolisiert die Größe der Sonne, maßstabgerecht im Verhältnis zu den im Abstand entlang des Weges dargestellten Planeten, 2016

### Kulturdenkmäler
In der Liste der Kulturdenkmäler in Michelstadt  sind für Vielbrunn 24 Kulturdenkmäler aufgeführt.
- Der römische Odenwaldlimes mit dem Kastell Hainhaus und Überresten der Befestigungsanlagen und Wachtürme befinden sich in der Gemarkung. Seit 2010 gibt es nahe dem Segelflugplatz Vielbrunn die Nachbildung eines hölzernen römischen Wachturms. Die rund 11,5 Meter[23] hohe Rekonstruktion erfolgte nach heutigen wissenschaftlichen Erkenntnissen und wurde in direkter Nähe des originalen Standplatzes WP10/15 erstellt.[24] Die auf 6,6 Meter Höhe liegende Aussichtsebene ermöglicht einen guten Rundblick in die Umgebung.

- Die Evangelische Laurentiuskirche Vielbrunn, ehemals geweiht dem Heiligen Laurentius, wurde 1495 erbaut (Turm). Sie gehört zu den am besten erhaltenen Wehrkirchenanlagen des Odenwaldes und ist noch mit einer, zwar in der Höhe niedergelegten, aber als Bering komplett erhaltenen Mauer umgeben. Das Kirchenschiff ist wesentlich jünger als der Turm und wurde in den Jahren 1730–34 errichtet. Im Turm sind Fresken aus der Entstehungszeit der Kirche zu sehen. Die Ausstattung des Kirchenschiffs ist mit Orgel, Taufstein, Altarkreuz, Kanzel, Sitzbänken und Emporen aus dem 18. Jahrhundert.

- Einige restaurierte Fachwerkhäuser und gut Gebäude finden sich im Dorf. Das älteste Wohnhaus in Vielbrunn ist das evangelische Pfarrhaus, das 1570 erbaut wurde. Die ehemalige Fürstlich Löwenstein´sche Oberförsterei vom Anfang des 18. Jahrhunderts und der alte Hof der Familie Olt mit Torpfosten aus dem 17. Jahrhundert, mit Gebäuden aus dem 19. Jahrhundert, sowie die beiden Dorfbrunnen sind Zeugnisse früheren dörflichen Lebens.

- Der Planeten- und Erdzeitalter-Weg (PEW) wurde am 20. September 2015 entlang des Hegwegs bis zur Wetterstation Vielbrunns eröffnet. Er umfasst einen 787 Meter langen Informations- und Wanderweg, der neben diversen Begleithandzetteln über Astronomie und Naturphänomene ein maßstabgerechtes Modell des Sonnensystems präsentiert.[25] Die Sonne und die acht Planeten unseres Sonnensystems werden in entsprechender Entfernung auf dem Planetenweg anschaulich mit maßstabgerechten Skulpturen und Daten, wie z. B. die Größe oder Masse des jeweiligen Planeten, dargestellt.[26] Die Größenverhältnisse in unserem Sonnensystem werden hier realistisch veranschaulicht.

### Regelmäßige Veranstaltungen
- Am letzten Wochenende im August wird die traditionelle Vielbrunner Kerb gefeiert.

- Der VCC (Vielbrunner Carneval Club) veranstaltet jedes Jahr in der Fastnachtszeit zwei Prunksitzungen. Auch der Holzmacherball im Januar oder das Bembelfest (Apfelweinfest) beim VCC-Kasino „Brechdärre“ im Sommer, sind attraktive Veranstaltungen des Vereins.

- Das Vielbrunner Schwimmbad wird betrieben vom Förderverein Schwimmbad Vielbrunn und ist im Sommer ein beliebter Treffpunkt für Jung und Alt. Das Schwimmbad-Team veranstaltet jeden Sommer eine Beachparty, bei der Live-Bands auftreten und es in den letzten Jahren sogar eine Cocktailbar gab.

- Beim Segelfluggelände Vielbrunn findet einmal im Jahr ein überregional bekannter Flohmarkt statt.

### Naturschutzgebiet Geierstal

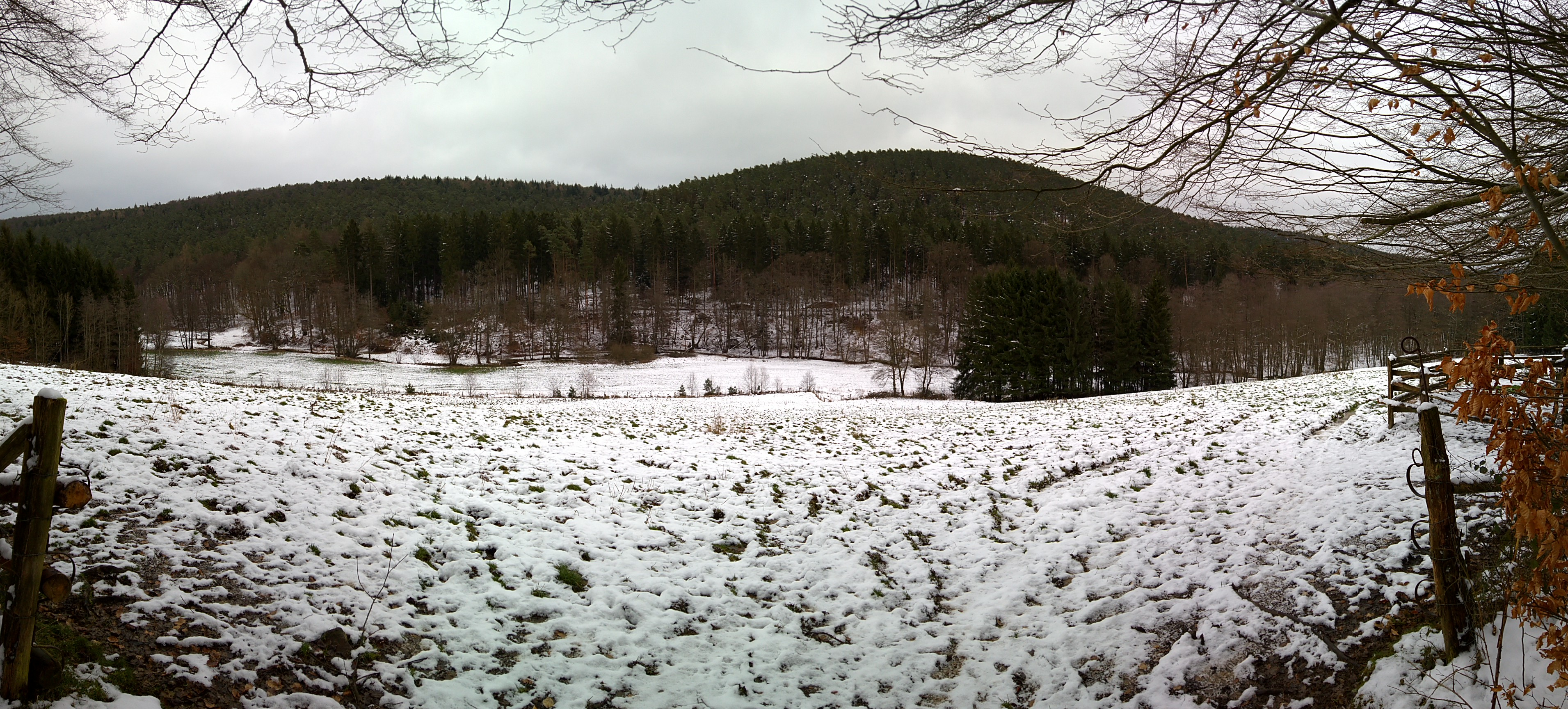
Blick in das NSG im oberen Ohrnbachtal, im Hintergrund der Geißberg mit dem Erdwerk Ohrenbacher Schanze schon auf unterfränkischer Seite

Mit einer Fläche von 16,02 Hektar, befindet sich das fünftgrößte Naturschutzgebiet des Odenwaldkreises auf Vielbrunner Gemarkung. Seit dem 14. Dezember 2000 steht das Geierstal, unweit der zu Vielbrunn gehörenden Geiersmühle an der hessisch-bayerischen Grenze gelegen, unter besonderem Schutz. In der Nähe der Landesstraße L3318 beginnend, folgt das NSG dem Bachlauf des engen Geierstals. Die Freihaltung der Talauen-Landschaft, der Erhalt des naturnahen und fischreichen Bachlaufes mit wertvollem Schwarzerlensaum sowie der Schutz der in Resten erhaltenen Großseggen- und Hochstaudenfluren mit begleitendem Borstgrasrasen sind erklärtes Schutzziel dieses Schutzgebiets. Ebenso bildet der angrenzende Hainsimsen-Buchenwald einen herausragenden Lebensraum für die verschiedensten Amphibien und Waldvögel.

## Persönlichkeiten
- Gustav Simon (1811–1870), Historiker
- Georg Christian Dieffenbach (1822–1901), Dichter
- Johann Adam Groh (1824–1881), Mitbegründer der landwirtschaftlichen Genossenschaftsvereine in Hessen
- Siegfried Anthes (1861–1925), evangelischer Theologe und Superintendent
- Philipp Uebel (1864–1929), Lehrer, Politiker und Abgeordneter
- Karl Felder (1879–1962), Buchdrucker, Gewerkschafter und Abgeordneter
- Heinrich List (1882–1942), Landwirt, 1942 im Konzentrationslager Dachau ermordet; mit seiner Frau Marie List als Gerechte unter den Völkern geehrt
- Marco Koch (* 1990), Schwimmer